# 以東人安提帕特
以東人安提帕特是希律王朝的建立者，大希律王之父。安提帕特是以東人，在哈斯蒙尼王朝后期担任高官，罗马共和国将领格奈乌斯·庞培征服犹大地区后投靠庞培。法萨卢斯战役中，凯撒击败庞培，安提帕特于是转而支持凯撒。在凯撒被困亚历山大时，安提帕特予以支援，后被任命掌管犹大地区。凯撒又任命他的两个儿子分别担任耶路撒冷和加利利的总督。